# آنا باولا ميلو
آنا باولا ميلو (ولدت في 10 أكتوبر 1961) هي لاعبة كرة طائرة برازيلية . شاركت في بطولة السيدات في الألعاب الأولمبية الصيفية لعام 1980 . 

## روابط خارجية
- آنا باولا ميلو على موقع أوليمبيديا (الإنجليزية)